# Grisen i säcken (EP)
Grisen i säcken är en sång från 1991 av Galenskaparna och After Shave med låtar från revyn Grisen i säcken. 1992 utkom singeln/EP-skivan.
Singeln låg även på Svensktoppen i sammanlagt 17 veckor under perioden 1 november 1992-28 februari 1993 och toppade bland annat listan.

## Låtförteckning
1. Grisen i säcken – Per, Anders, Claes, Kerstin, Jan, Peter, Knut (3:54)
2. Stapeldiagram – Knut, Per, Peter, Jan, Claes, Anders, Kerstin (5:09)

## Produktion
- Text och musik: Claes Eriksson
- Sång: Per Fritzell, Knut Agnred, Anders Eriksson, Peter Rangmar, Jan Rippe, Claes Eriksson, Kerstin Granlund

## Listplaceringar
| Lista (1992-1993) | Topplacering |
| ----------------- | ------------ |
| Sverige           | 31           |

### Fotnoter
1. ↑  ”Grisen i säcken – eller som en kork i mörker eller värmlänningarna kommer tillbaka eller doktor Haka's rekordrevy”. Kulturtuben. 12 mars 1991. Arkiverad från originalet den 20 augusti 2014. https://web.archive.org/web/20140820005523/http://www.kulturtuben.se/grisenisacken.shtml. Läst 19 augusti 2014.
2. ↑  ”Grisen i säcken” (på engelska). Discogs. 12 mars 1992. http://www.discogs.com/Galenskaparna-After-Shave-Grisen-I-S%C3%A4cken/release/5893189. Läst 19 augusti 2014.
3. ↑  ”Svensktoppen”. Sveriges Radio. 12 mars 1992. http://sverigesradio.se/Diverse/AppData/Isidor/files/2023/3488.txt. Läst 18 augusti 2014.
4. ↑  ”Svensktoppen”. Sveriges Radio. 12 mars 1993. http://sverigesradio.se/Diverse/AppData/Isidor/files/2023/3489.txt. Läst 18 augusti 2014.
5. ↑  ”Grisen i säcken”. Swedishcharts. 1992-1993. http://swedishcharts.com/showitem.asp?interpret=Galenskaparna+%26+After+Shave&titel=Grisen+i+s%E4cken&cat=s. Läst 19 augusti 2014.